# Occupation de la Sorbonne de 2006
 (juin 2021).
 (novembre 2017).
La Sorbonne fut occupée durant trois jours, du 8 au 10 mars 2006, par une centaine d'étudiants, lors du mouvement d'opposition au Contrat première embauche et à la Loi pour l'égalité des chances. 

## Chronologie des événements

### La genèse
Alors que de nombreuses universités parisiennes sont en grève et bloquées dans le cadre du mouvement anti-CPE, la Sorbonne est encore calme dans la semaine qui précède l'occupation. Le vendredi 3 mars, une assemblée générale a été organisée par les anti-CPE, mais le recteur décide de fermer le bâtiment immédiatement. Les cours sont donc de facto annulés, élèves et professeur n'ayant plus l'accès aux locaux. Cette mesure précipitée est alors très mal communiquée aux personnes présentes dans l'enceinte de la Sorbonne, et certaines mettront plusieurs heures avant de découvrir la situation.
Au retour du week-end, les cours reprennent normalement lors de la journée du 6 mars, mais le bâtiment fermera ses portes le lendemain. Le 7 mars 2006 est donc un jour chômé : des CRS et des gendarmes mobiles bloquent l'entrée du bâtiment. 

### Mercredi8 mars
Plusieurs centaines d'individus étudiants ou non des universités liées au bâtiment, réunis en « assemblée générale », votent la grève et le blocage de la Sorbonne. Entre 100 et 150 personnes passent la nuit du mercredi 8 au jeudi 9 mars dans l'amphithéâtre Descartes à la Sorbonne (Paris I et IV). Des cars de CRS sont postés devant son entrée dans le but d'interdire l'entrée à d'autres contestataires. 

### Jeudi9 mars
En fin d'après-midi, trois à quatre cents manifestants anti-CPE, rejoints par des intermittents du spectacle, protestent contre le CPE devant les portes de la Sorbonne (fermée sur décision du recteur), qui est occupée par environ 60 étudiants anti-CPE. Vers 21 h 30, de très nombreux gendarmes sont déployés devant la Sorbonne.

### Vendredi10 mars

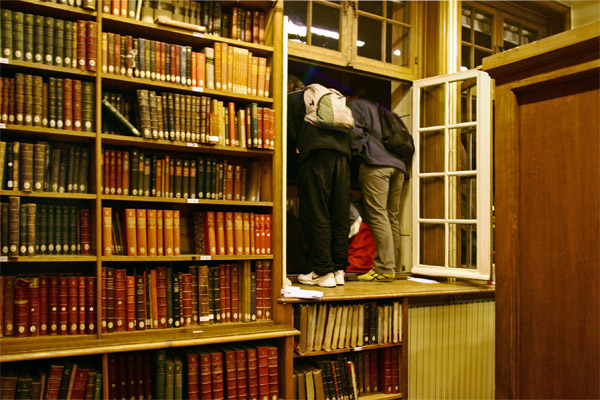
Des étudiants dans l'École des chartes le soir du 10 mars

À la suite d'une « assemblée générale » des étudiants tenue dans une université proche, une manifestation regroupe environ 1 500 participants contre le CPE et pour le départ des CRS de la Sorbonne. Les manifestants arrivent à entrer dans la Sorbonne, en contournant le cordon policier par la rue Saint-Jacques et passant par une fenêtre mal fermée. Dans la soirée, certains escaladent les échafaudages pour entrer dans l'université, en passant par l'École des chartes : plusieurs centaines de livres de la bibliothèque et des ordinateurs sont volés, d'autres livres sont brûlés.

### Samedi11 mars

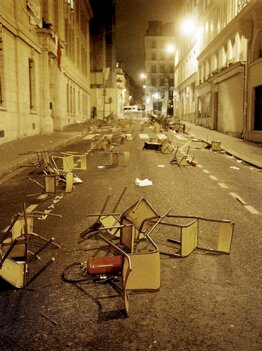
La rue de la Sorbonne au matin de l'évacuation

À 4 heures du matin, les occupants de la Sorbonne sont évacués par la police. Les CRS ont reçu l'autorisation du recteur d'y intervenir depuis 22 h 30 la veille mais ont attendu que la foule massée à l'extérieur se disperse.
Les étudiants évacués érigent des barricades sur le boulevard Saint-Michel et remontent le boulevard du Luxembourg, où des boutiques sont saccagées. Les CRS encerclent les manifestants. 27 d'entre eux seront arrêtés pour un contrôle d'identité avant d'être relâchés dans la journée.
Le ministre de l'Éducation nationale, Gilles de Robien se rend dans les locaux de la Sorbonne pour « constater les dégâts », après son occupation par des manifestants anti-CPE.

### Lundi24et mardi25 avril

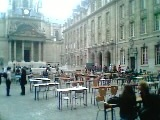
Des tables dans la cour le Mardi 25 avril 2007

L'université est rouverte dans un climat de tension. Le gouvernement a reculé, mais le Premier ministre, Dominique de Villepin, a décidé de venir à la Sorbonne le mardi 25 avril pour un tenir un discours. 
Après une matinée calme où les cours se déroulent normalement, la Sorbonne est de nouveau occupée, de façon moins importante toutefois. Des banderoles appelant à l'insurrection sont déployées sur les toits. Les CRS évacuent les bloqueurs dans la soirée, qui entament alors une manifestation sauvage dans les rues de la capitale.
Le lendemain, la visite du ministre s'effectue sous haute surveillance. Un groupe hétéroclite d'une soixantaine de personnes traverse l'université afin de trouver la salle où s'exprime le chef du gouvernement. Leur recherche n'aboutit cependant pas. Dernier signe du mouvement de contestation anti-CPE à la Sorbonne, des chaises et des tables sont sorties dans la cour d'honneur, mises en rang comme pour une grande assemblée.

## Médiatisation
Si le simple blocage de la Sorbonne n'a pas en lui-même intéressé les grands média, l'occupation massive va elle capter leur attention. La référence aux révoltes de 1968 est constante, alors même que nombre d'étudiants refusent de voir dans leur action un recommencement de journées de mai. 
Il faut noter l'aspect tardif de la médiatisation : ce n'est que 10 mars que la plupart des médias réagiront. L'entrée spectaculaire de diverses personnes ayant réussi à pénétrer le bâtiment malgré la présence policière sera même présentée comme le début de la prise de la Sorbonne, alors même que le bâtiment était déjà occupé depuis deux jours.
L'accent est souvent mis sur des « destructions », en particulier de livres à l'École des chartes. Un article de La Croix parle de 9 volumes manquants, peut-être brulés selon la direction de la bibliothèque, ainsi que d'autres abimés, notamment au niveau des reliures.

## Postérité
En 2007, Maria Koleva réalise un film documentaire sur la journée de « deuxième occupation » du 24 avril,.